# Jad Noureddine
Jad Noureddine (sinh ngày 27 tháng 2 năm 1992) là một cầu thủ bóng đá người Liban thi đấu ở vị trí hậu vệ với vai trò tiền vệ phòng ngự cho câu lạc bộ Perak tại giải vô địch quốc gia Malaysia và đội tuyển quốc gia Liban.

## Sự nghiệp ở câu lạc bộ
Anh trưởng thành từ lò đào tạo trẻ Dinamo București và câu lạc bộ chuyên nghiệp đầu tiên mà Noureddine thi đấu là Nejmeh, nơi cầu thủ này đã gắn bó suốt khoảng hai năm. Sau khi rời Nejmeh, tiền vệ trẻ gia nhập hai câu lạc bộ khác của Liban là Al-Akhaa và Shabab Al-Sahel trước khi đến Indonesia đầu quân cho Pusamania Borneo và Arema F.C.. Khi còn thi đấu cho Pusamania anh từng phải về quê nhà để điều trị y tế từ một chấn thương trong khi tại Indonesia không có chuyên gia nào có thể chữa cho Noureddine. Trong đợt chuyển nhượng giữa mùa tháng 6 năm 2018, Noureddine gia nhập Perak.

## Sự nghiệp đội tuyển quốc gia
Anh đã được gọi lên đội tuyển nhiều lần. Ở đội tuyển U-23, Noureddine từng là đội trưởng.